# UFC 101
UFC 101: Declaration（ユーエフシー・ワンオーワン：デクラレイション）は、アメリカ合衆国の総合格闘技団体「UFC」の大会の一つ。2009年8月8日、ペンシルベニア州フィラデルフィアのワコビア・センターで開催された。
本大会はUFC初のペンシルベニア州開催であり、大会サブタイトル「Declaration」は、開催地であるフィラデルフィアで1776年に採択されたアメリカ独立宣言（Declaration of Independence）に因む。
本大会では、BJ・ペン対ケニー・フロリアンのライト級タイトルマッチと、アンデウソン・シウバ対フォレスト・グリフィンのライトヘビー級戦が行われた。

## 大会概要
メインイベントのライト級タイトルマッチでは、ペンがフロリアンを破り、2度目のライト級王座防衛に成功した。現役ミドル級王者アンデウソン・シウバの2度目のライトヘビー級戦となった第10試合は、シウバがグリフィンをKOで下した。出場が予定されていたホジマール・パリャーレスは負傷により欠場し、替わってターレス・レイチが出場した。第2試合に出場予定であったロバート・エマーソンはジョージ・ループに変更された。
キャリア5戦全勝のジョニー・ヘンドリックスがUFCデビュー。

## 試合結果

### プレリミナリィカード
第1試合 ウェルター級 5分3R
○  ジェシー・レノックス vs.  ダニーロ・ビルフォート ×
3R 3:37 TKO（ドクターストップ：カット）
第2試合 ライト級 5分3R
○  ジョージ・ソテロポロス vs.  ジョージ・ループ ×
2R 1:59 チキンウィングアームロック
第3試合 ウェルター級 5分3R
○  マット・リドル vs.  ダン・クレイマー ×
3R終了 判定3-0（29-27、30-26、30-27）
第4試合 ミドル級 5分3R
○  アレッシオ・サカラ vs.  ターレス・レイチ ×
3R終了 判定2-1（29-28、27-30、29-28）
第5試合 ウェルター級 5分3R
○  ジョン・ハワード vs.  タムダン・マクローリー ×
3R終了 判定2-1（29-28、28-29、29-28）

### メインカード
第6試合 ライト級 5分3R
○  カート・ペレグリーノ vs.  ジョシュ・ニアー ×
3R終了 判定3-0（30-27、30-27、30-27）
第7試合 ミドル級 5分3R
○  ヒカルド・アルメイダ vs.  ケンドール・グローブ ×
3R終了 判定3-0（30-27、30-27、30-27）
第8試合 ウェルター級 5分3R
○  ジョニー・ヘンドリックス vs.  アミール・サダロー ×
1R 0:29 TKO（レフェリーストップ：スタンドパンチ連打）
第9試合 ライト級 5分3R
○  アーロン・ライリー vs.  シェイン・ネルソン ×
3R終了 判定3-0（30-27、30-27、30-27）
第10試合 ライトヘビー級 5分3R
○  アンデウソン・シウバ vs.  フォレスト・グリフィン ×
1R 3:23 KO（右ストレート）
第11試合 UFC世界ライト級タイトルマッチ 5分5R
○  BJ・ペン vs.  ケニー・フロリアン ×
4R 3:45 チョークスリーパー
※ペンが王座の2度目の防衛に成功。

### 各賞
ファイト・オブ・ザ・ナイト： アンデウソン・シウバ vs. フォレスト・グリフィン
ノックアウト・オブ・ザ・ナイト： アンデウソン・シウバ
サブミッション・オブ・ザ・ナイト： BJ・ペン
各選手にはボーナスとして60,000ドルが支給された。